# Medgyesi Lajos
Medgyesi Lajos, Morgenbesser (Gnézda, 1860. augusztus 13. – Budapest, 1935. április 1.) állami főgimnáziumi igazgató-tanár.

## Életútja
Morgenbesser László tanító és Balázs Viktoria fia. A gimnázium három osztályát Lőcsén, a többit Ungvárt végezte. 1878 szeptemberében beiratkozott a pesti egyetemre, melynek négy évig volt hallgatója, s egyszersmind ösztöndíjas tagja a tanárképzőintézetnek két évig. 1882-ben nyert tanári oklevelet a görög és latin nyelvből. Görög filológiai dolgozatával pályadíjat nyert az egyetemen. 1882-83-ban a tanárképzőintézet főgimnáziumában, 1883-84-ben a szabadkaiban, 1884-86-ban az ungvári királyi katolikus főgimnáziumban volt helyettes tanár. 1886. majus 28-án Somogy megye kijelölése alapján a kaposvári állami főgimnáziumhoz nyert rendes tanári kinevezést. Itt rendbe hozta a tanári és a vele egyesített Somogy megyei könyvtárt, ami a cédulatörzs- és lokális katalógus készítésével együtt három évig foglalkoztatta. Azonkívül összeállított egy tervezetet, melyben a római régiségek anyagát az iskolai auctorokkal kapcsolatban a négy felső osztályra beosztotta. 1897. október 9-től a fejlesztés alatt levő zalaegerszegi állami főgimnáziumnak helyettes, két év múlva pedig rendes igazgatója lett. 
Morgenbesser családi nevét 1883-ban változtatta Medgyesire. Felesége Karg Georgina (Modor, 1872. március 13. – Budapest, 1961. március 18.) volt, akivel 1893. augusztus 5-én kötött házasságot Modorban.
Cikkei a kaposvári főgimnázium Értesítőjében (1888. Horatius második epódusának tárgyalása a VIII. osztályban. Ism. Egyetemes Philol. Közlöny 1889. Szerző válaszával és az ismertető viszonválaszával).
Előadást tartott a kaposvári tanári körben: Mondattani alapon tanítsuk-e a magyar nyelvtant az alsó osztályokban. (Ism. az Országos Tanáregyesület Közlönye 1887. 551. l.). Közzétette a zalaegerszegi állami főgimnázium 1898-1901. évi Értesítőit.

## Műve
- A kaposvári áll. főgymnasium és Somogyvármegye egyesített könyvtárának Czímjegyzéke az 1888-89. év végén. Kaposvár, 1890. (Különnyomat a kaposvári főgymnasium Értesítőjéből. Ism. Magyar Könyv-Szemle 359. I. A II. Czímjegyzék megjelent az Értesítőben 1894-ben).

## Forrás
- Szinnyei József: Magyar írók élete és munkái VIII. (Löbl–Minnich). Budapest: Hornyánszky. 1902.